# Free Software Foundation Latin America
La Free Software Foundation Latin America (FSFLA) est l'organisation-sœur de la Free Software Foundation pour l'Amérique latine. C'est la troisième organisation-sœur de la FSF, après la Free Software Foundation Europe et la Free Software Foundation India. Elle a été créée le 23 novembre 2005 à Rosario en Argentine.

## Historique
L'assemblée générale constituante élit Federico Heinz comme président, Alexandre Oliva au poste de secrétaire, et Beatriz Busaniche en tant que trésorière. Le conseil d'administration comporte en sus Enrique A. Chaparro, Mario M. Bonilla, Fernanda G. Weiden et  Juan José Ciarlante.
En 2006, Busaniche, Chaparro, Heinz, Ciarlante et Bonilla quittent le conseil. De nouvelles dispositions apparaissent alors, notamment la création d'une position d'« Observateur du conseil », qui permet à des personnalités de la communauté du logiciel libre de participer, observer et donner leur avis au conseil.
Les membres actuels du conseil sont Alexandre Oliva, Andres Ricardo Castelblanco, Exal Garcia-Carrillo, Octavio Rossell, Oscar Valenzuela, J. Esteban Saavedra L., Luis Alberto Guzmán García, Quiliro Ordóñez et Tomás Solar Castro.
Le groupe des Observateurs est formé par Richard Stallman, Georg Greve, Adriano Rafael Gomes, Franco Iacomella, Alejandro Forero Cuervo, Alvaro Fuentes, Anahuac de Paula Gil, Christiano Anderson, Eder L. Marques, Elkin Botero, J. Esteban Saavedra L., Fabianne Balvedi, Felipe Augusto van de Wiel, Nagarjuna G., Glauber de Oliveira Costa, Gustavo Sverzut Barbieri, Henrique de Andrade, Harold Rivas, Jansen Sena, Marcelo Zunino, Mario Bonilla, Daniel Yucra, Niibe Yutaka, Beatriz Busaniche, Octavio H. Ruiz Cervera, Omar Kaminski et Roberto Salomon.

## Projets
- Linux-libre[4]